# Provincia de Gangwon
Gangwon (en hangul, 강원도; en hanja, 江原道; romanización revisada, Gangwon-do; McCune-Reischauer, Kangwŏn-do) es una de las nueve provincias, que junto a las seis ciudades metropolitanas, la ciudad especial y la ciudad autónoma especial, forman Corea del Sur. Su capital es Chuncheon. 
Está ubicada en el extremo noreste del país, limitando al norte con Corea del Norte, al este con el mar del Este (océano Pacífico), al sur con Gyeongsang del Norte y Chungcheong del Norte, y al oeste con Gyeonggi. Con 20 569 km² es la provincia más extensa, y con poco más de un millón y medio de habitantes en 2011, es la segunda menos poblada, por delante de Jeju. 
Antes de la división de Corea de 1945, Gangwon y su vecina Kangwŏn (en Corea del Norte), formaban una sola provincia.

## Historia
Gangwon fue una de las ocho provincias de Corea durante la dinastía Joseon. La provincia se creó en 1395, y su nombre deriva de los nombres de las ciudades de Gangneung (강릉; 江陵) y Wonju (원주; 原州), que era la capital provincial.
En 1895, se sustituyó esta división por los distritos de Chuncheon (Chuncheon-bu; 춘천부; 春川府), en el oeste, y de Gangneun (Gangneung-bu; 강릉부; 江陵府) en el este; Wonju pasó a formar parte del distrito de Chungju.
En 1896, Corea se volvió a dividir en provincias, esta vez, en trece, y los dos distritos se reunificaron en la provincia de Gangwon. Aunque la ciudad de Wonju volvió a formar parte de la provincia de Gangwon, la capital provincial se trasladó a Chuncheon, donde permanece hoy en día.
La división de Corea por el paralelo 38 norte en 1945 también afectó a la provincia de Gangwon, quedando dividida en dos zonas de ocupación, estadounidense y soviética, al sur y al norte, respectivamente. La ciudad de Wonsan, que quedó en la mitad norte de la provincia en 1946, se convirtió en su centro administrativo. En 1948, la mitad sur de la provincia pasó a formar parte de la nueva República de Corea del Sur. Con el fin de la guerra de Corea en 1953, la frontera entre la parte norte y sur de la provincia se desplazó hacia el norte, a la Línea de Demarcación Militar.

## Geografía

### Localización
Gangwon limita por el oeste con la provincia de Gyeonggi, por el sur con las provincias de Chungcheong del Norte y Gyeongsang del Norte, y por el este con el mar del Este. Al norte limita con la provincia homóloga de Kangwŏn, en Corea del Norte. 
El paisaje de la provincia está dominado por la cordillera [Taebaek] (Taebaek Sanmaek), que llega casi hasta la costa.

### Recursos
La superficie de Gangwon tiene 16 894 km², de los cuales cuatro quintas partes están formadas por bosques. En ellos, se obtien gran cantidad de champiñones y de otras plantas comestibles. La producción agrícola de la provincia es importante, sobre todo, las patatas, la pesca, siendo los principales productos los calamares y el abadejo. Los recursos minerales de la provincia más destacados son el hierro, el carbón, la fluorita, la piedra caliza y el tungsteno. También existen centrales de energía hidroeléctrica y térmica. 

### Ciudades y parques
Las principales ciudades de la provincia son Chuncheon (la capital de la provincia), Gangneung, Sokcho, Wonju y Donghae. El monte Seorak (1708 m s. n. m.) y el monte Odae (1563 m), con su estación de esquí, atraen a un gran número de turistas nacionales. Ambos se encuentran en el parque nacional de la cordillera Taebaek.

### Regiones
Gangwon, junto con su homóloga norcoreana Kangwŏn, forma la región de Gwandong. La región al oeste de la cordillera Taebaek se llama Yeongseo, mientras que la región al este se denomina Yeongdong. 

## División administrativa
Gangwon se divide en 7 ciudades (Si o Shi) y en 11 condados (Gun). A continuación, se enumeran los nombres en alfabeto latino, Hangul y Hanja.

### Ciudades
- Chuncheon (춘천시, 春川市) - capital de la provincia.
- Donghae (동해시, 東海市).
- Gangneung (강릉시, 江陵市).
- Samcheok (삼척시, 三陟市).
- Sokcho (속초시, 束草市).
- Taebaek (태백시, 太白市).
- Wonju (원주시, 原州市).

### Condados
- Condado de Cheorwon (철원군, 鐵原郡).
- Condado de Goseong (고성군, 高城郡).
- Condado de Hoengseong (횡성군, 橫城郡).
- Condado de Hongcheon (홍천군, 洪川郡).
- Condado de Hwacheon (화천군, 華川郡).
- Condado de Inje (인제군, 麟蹄郡).
- Condado de Jeongseon (정선군, 旌善郡).
- Condado de Pieonchang (평창군, 平昌郡).
- Condado de Yanggu (양구군, 楊口郡).
- Condado de Yangyang (양양군, 襄陽郡).
- Condado de Yeongwol (영월군, 寧越郡).